# John Irving (football)
Pour les articles homonymes, voir John Irving (homonymie) et Irving.
John Irving est un footballeur anglais, né le 17 septembre 1988 à Portsmouth. Il évolue au poste de défenseur.

## Biographie
John Irving commence le football à Everton FC en 1994. Il est un élément clé de la réserve du club dont il est le capitaine à partir de février 2007 et, est nommé deux années de suite meilleur joueur de la réserve en 2007 et 2008. En 2008, il signe un nouveau contrat d'un an avec son club formateur, mais ne parvient toujours pas à jouer un seul match avec l'équipe première, n'étant présent qu'une fois sur une feuille de match (contre l'AZ Alkmaar en Ligue Europa). Il est libéré de son contrat en juin 2009. Il déclare alors : « Quand j'ai réalisé qu'Everton se séparait de moi, cela m'a détruit. J'évoluais dans ce club depuis l'âge de cinq ans, et [jouer pour l'équipe première] avait toujours été un rêve pour moi, alors me le faire enlever a été un déchirement,,,. ».
Après un essai au Torquay United FC (où l'entraîneur lui ayant donné son accord est licencié avant le début de saison), il rejoint le Bala Town FC qui joue dans le championnat du pays de Galles. Il y reste quatre ans et rentre dans l'histoire de ce club en marquant le but de la victoire face à Port Talbot Town FC en finale des play-offs de qualification en Ligue Europa. Il s'agit alors de la première qualification à une Coupe d'Europe pour le Bala Town FC,.
Conseillé par un de ses anciens coéquipiers de la réserve d'Everton FC, Steve Morrison, Irving rejoint la Nouvelle-Zélande pour s'engager avec le Ngaruawahia United (en) qui est alors en train de se promouvoir en première division (le meilleur du pays derrière la « ABS Premiership » fermée). Après deux rencontres, le défenseur est contacté par les responsables d'Auckland City FC qui évolue quant à lui en « ABS Premiership ». Irving signe à Auckland CFC en septembre,,.
Avec Auckland CFC, Irving remporte en 2013-2014 le championnat de Nouvelle-Zélande ainsi que la Ligue des champions de l'OFC. À ce titre, le club dispute en décembre la Coupe du monde des clubs de la FIFA 2014. Les Néo-zélandais atteignent la demi-finale de la compétition grâce à une victoire un but à zéro sur les champions africains de l'Entente sportive de Sétif. Irving est le buteur et est nommé par ailleurs homme du match,.

## Palmarès
- Avec Bala Town Football Club :
  - Vainqueur de la Coupe du pays de Galles en 2017

- Avec Auckland City FC :
  - Champion de Nouvelle-Zélande en 2014
  - Vainqueur de la Ligue des champions de l'OFC en 2014
  - Troisième de la Coupe du monde des clubs de la FIFA en 2014
  - Vainqueur de la Coupe des Présidents de l'OFC en 2014